# Exmor R
Sony Exmor R CMOS — матрица, установленная в серии цифровых фотокамер Cyber-shot и видеокамер Handycam фирмы Sony, а также на Xperia pro и Android смартфон от Sony Ericsson.

## Особенности
Впервые представлена в феврале 2009 года в моделях видеокамер HDR-XR500V и HDR-XR520V. По словам производителей, данная матрица, обладая высоким разрешением, обеспечивает запись видео стандарта Full HD и ярких высококонтрастных изображений с низким уровнем шума. Как утверждает SONY, качество остаётся без изменений при ручной съемке без вспышки в малоосвещенных помещениях или в сумерках.
В данный момент сенсор Exmor R используют в разных моделях производители:
Elex,
Nikon,
Pentax,
Olympus,
Leica,
Panasonic.

## Технические характеристики
Фирма-производитель поясняет, что матрица Exmor R CMOS обладает большей светочувствительностью благодаря тому, что в отличие от матриц, аналогичных ей, сетка проводников расположена с тыльной стороны фотоэлементов, а не спереди.
Наглядная схема для сравнения обычной матрицы и матрицы Exmor R:
Благодаря этому увеличивается светопропускная способность оптики, что приводит к усилению падающего светового потока на светочувствительную поверхность, и как следствие чёткость получаемого изображения со снижением зернистости и шума.
Анимированное представление принципа работы устройства можно просмотреть здесь (недоступная ссылка).

## Награды
Фотоаппараты
- EISA Sony DSC-HX5V — 2010 год, категория — «Лучшая компакт камера»
- EISA Sony DSC-HX9V — 2011 год, категория — «Лучшая компакт камера»
- EISA Sony DSC-RX100 — 2012 год, категория — «Лучшая продвинутая компакт камера»
- EISA Sony DSC-HX20V — 2012 год, категория — «Лучшая камера для путешествий»
- EISA Sony SLT-A57 — 2012 год, категория — «Лучшая зеркальная камера»
- EISA Nikon D800 — 2012 год, категория — «Лучшая камера»